# П'єси Вільяма Шекспіра
Драматичні твори становлять більшу частину творчої спадщини Вільяма Шекспіра. Імовірно, першою його п'єсою стала трагедія «Тіт Андронік» (бл. 1594), за іншою версією — три частини «Генріха VI»; останньою п'єсою, ймовірно, — «Генріх VIII», написана спільно з Джоном Флетчером.

## Проблеми періодизації

### Перший період (1590—1594)

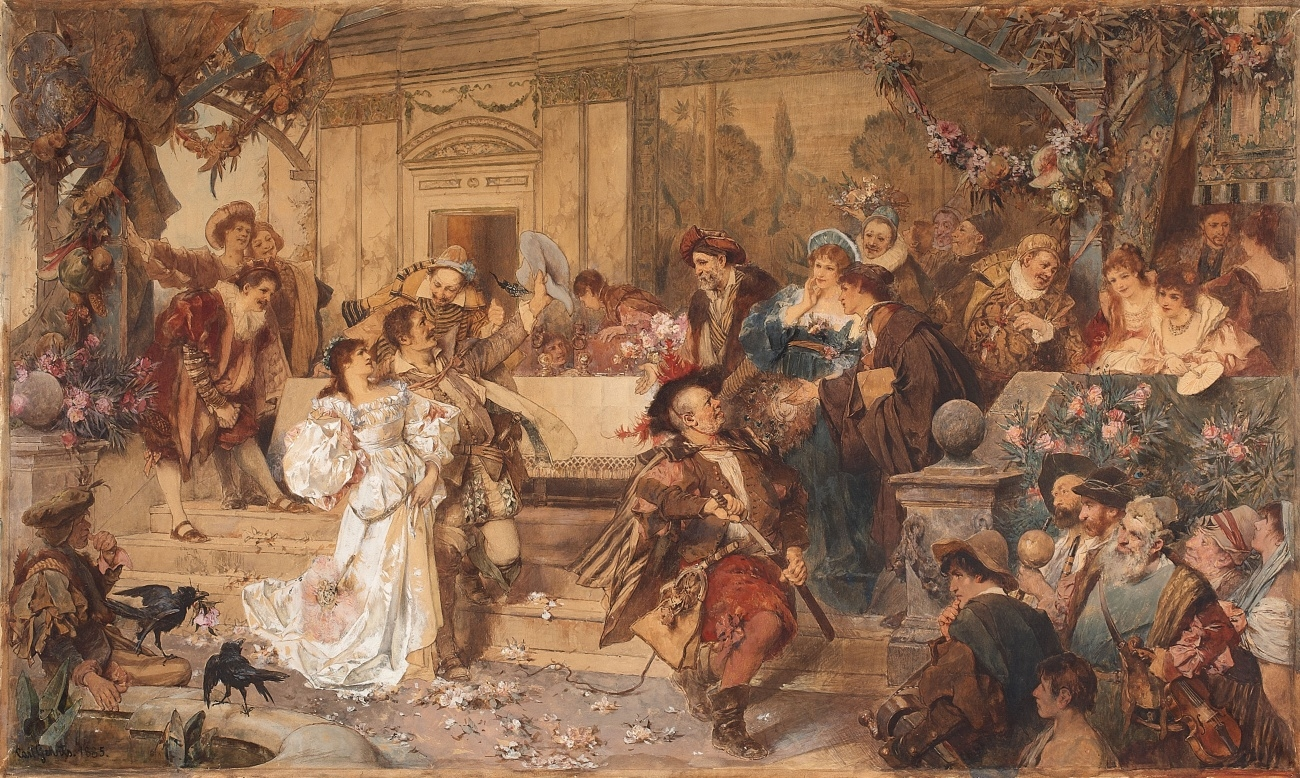
Карл Гертс. «Приборкання норовливої». Весілля Петруччіо

За літературними засобами його можна назвати періодом наслідування: Шекспір ще весь у владі своїх попередників. За настроєм цей період прибічники біографічного підходу до дослідження творчості Шекспіра визначали як період ідеалістичної віри в кращі сторони життя: «З захопленням карає молодий Шекспір вади у своїх історичних трагедіях і з захопленням оспівує високі і поетичні почуття — дружбу, самопожертву і особливо любов» (Венгеров).
У трагедії «Тіт Андронік » Шекспір повною мірою віддав данину традиції сучасних йому драматургів утримувати увагу глядачів нагнітанням пристрастей, жорстокістю і натуралізмом. Жахи «Тіта Андроніка» — пряме і безпосереднє відображення жахів п'єс Кіда і Марлоу.
Ймовірно, першими п'єсами Шекспіра були три частини «Генріха VI». Джерелом для цієї і наступних історичних хронік слугували «Хроніки» Холіншеда. Тема, яка об'єднує всі шекспірівські хроніки, — зміна низки слабких і нездатних правителів, які привели країну до усобиць і громадянської війни і відновлення порядку з приходом до влади династії Тюдорів. Подібно до Марлоу в «Едуарді II», Шекспір не просто описує історичні події, а досліджує мотиви, що ховаються за вчинками героїв.
«Комедія помилок» — рання, «учнівська» комедія, комедія положень. За звичаєм того часу, переробка п'єси сучасного англійського автора, джерелом для якої стала комедія Плавта «Менехми», що описує пригоди братів-близнюків. Дія відбувається в Ефесі, мало схожому на давньогрецьке місто: автор переносить прикмети сучасної йому Англії в античну обстановку. Шекспір додає сюжетну лінію двійників-слуг, тим самим заплутуючи дію ще більше. Характерно, що вже в цьому творі присутне звичайне для Шекспіра змішання комічного і трагічного: старому Егеону, який мимоволі порушив ефеський закон, загрожує страта, і тільки через низку неймовірних збігів, безглуздих помилок, у фіналі до нього приходить порятунок. Перебивка трагічного сюжету комічною сценою навіть в найпохмуріших творах Шекспіра — це укорінене в середньовічній традиції нагадування про близькість смерті і, в той же час, безперервність плину життя і постійне його оновлення.
На грубуватих комічних прийомах побудована п'єса «Приборкання норовливої», створена в традиціях фарсової комедії. Це варіація популярного у лондонських театрах в 1590-х роках сюжету про втихомирення дружини чоловіком. У захопливому двобої сходяться дві непересічні особистості і жінка зазнає поразки. Автор проголошує непорушність встановленого порядку, де головою сім'ї є чоловік.
У наступних п'єсах Шекспір відходить від зовнішніх комедійних прийомів. «Марні зусилля кохання» — комедія, створена під впливом п'єс Лілі, які той писав для постановки в театрі масок при королівському дворі і в аристократичних будинках. Попри досить просту фабулу п'єса являє собою безперервний турнір, змагання персонажів у дотепних діалогах, складній словесній грі, створенні віршів і сонетів (до цього часу Шекспір вже володів непростою віршованою формою). Мова «Марних зусиль кохання» — химерний, квітчастий, так званий евфуїзм, — це мова англійської аристократичної верхівки того часу, що стала популярною після виходу в світ роману Лілі «Евфуєс, або Анатомія дотепності».

### Другий період (1594—1600)

Ромео і Джульєтта. Картина Ф. Діксі (1884)

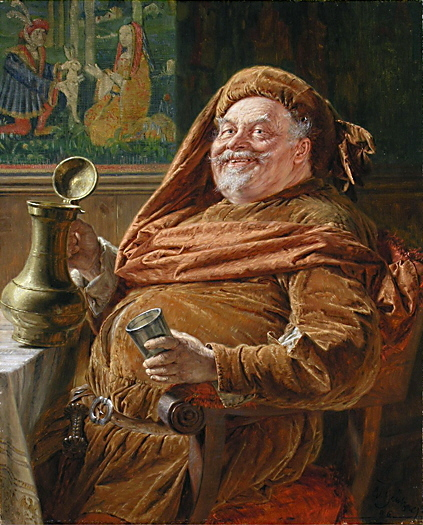
Фальстаф з великим глечиком вина та кубком. Картина Е. фон Ґрюцнера (1896)

Близько 1595 року Шекспір створює одну з найвідоміших своїх трагедій — «Ромео і Джульєтта», — історію розвитку людської особистості в боротьбі з зовнішніми обставинами за право на любов. Для своєї версії «Ромео і Джульєтти» Шекспір, можливо, використав переробку старого тексту, залишену «академіками» (колом драматургів, які мали університетські дипломи). Прозвучавши спочатку в новелі Луїджі Да Порто (1485—1529), оповідь про гірку долю Ромео і Джульєтти (1524) була підхоплена іншими італійськими авторами (Банделло, Больдьєрі, Ґрото) і далі поширилася в європейській літературі. В Англії відомий сюжет був покладений Артуром Бруком в основу поеми «Трагічна історія Ромеуса і Джульєтти» (Arthur Brooke. The tragicall Historye of Romeus and Juliet, 1562). Ймовірно, твір Брука і став джерелом для Шекспіра. Він посилив ліризм і драматизм дії, переосмислив і збагатив характери персонажів, створив поетичні монологи, що розкривають внутрішні переживання головних героїв, таким чином перетворивши ординарний твір у ренесансну поему про кохання. Це трагедія особливого типу, лірична, оптимістична, незважаючи на загибель головних героїв у фіналі. Їхні імена стали загальним позначенням вищої поезії пристрасті.
Приблизно 1596 роком датується ще один з найвідоміших творів Шекспіра «Венеціанський купець». Шейлок так само, як і ще один знаменитий єврей єлизаветинської драми — Варавва («Мальтійський єврей» Марло), жадає помсти. Але, на відміну від Варавви, Шейлок, що залишається негативним персонажем, набагато складніший. З одного боку це жадібний, хитрий, навіть жорстокий лихвар, з іншого — ображений чоловік, образа якого викликає співчуття. Знаменитий монолог Шейлока про тотожність єврея і будь-якої іншого людини «Та хіба у жида немає очей?..»  (акт III, сцена 1) визнається деякими критиками кращою промовою на захист рівноправності євреїв у всій літературі. У п'єсі протиставляються влада грошей над людиною і культ дружби — невід'ємної складової життєвої гармонії.
Незважаючи на «проблемність» п'єси і драматизм сюжетної лінії Антоніо і Шейлока, за своєю атмосферою «Венеціанський купець» наближений до п'єс-казок, подібних до «Сну літньої ночі» (1596). Чарівна п'єса була написана ймовірно для урочистостей з нагоди весілля одного з єлизаветинських вельмож. Вперше в літературі Шекспір наділяє фантастичних істот людськими слабкостями і суперечностями, створюючи характери. Як завжди, він перешаровує драматичні сцени комічними: афінські майстри, вельми схожі на англійських робітників, старанно і невміло готують до весілля Тезея і Іпполіти п'єсу «Пірам і Фісба», що являє собою історію нещасливого кохання, розказану в пародійній формі. Дослідників здивував вибір сюжету для «весільної» п'єси: її зовнішня фабула — непорозуміння між двома парами закоханих, що вирішуються лише завдяки добрій волі Оберона і чаклунству, насмішка над жіночими примхами (раптова пристрасть Титанії до Основи), — висловлює вкрай скептичний погляд на любов. Однак цей «один з найпоетичніших творів» має серйозний підтекст — возвеличення щирого почуття, що має під собою моральну основу.
С. О. Венгеров бачив перехід до другого періоду «у відсутності тієї поезії молодості, яка так характерна для першого періоду. Герої ще молоді, але вже порядно пожили і головне для них у житті — насолода. Порція пікантна, жвава, але вже ніжною принади дівчат з „Двох веронців“, а тим більше Джульєтти в ній зовсім немає».
В цей же час Шекспір створює безсмертний і цікавий тип, якому досі не було аналогів у світовій літературі — сера Джона Фальстафа. Успіх обох частин «Генріха IV» не в останню чергу заслуга цього самого яскравого персонажа хроніки, який відразу став популярним. Персонаж безсумнівно негативний, але зі складним характером. Матеріаліст, егоїст, людина без ідеалів: честь для нього ніщо, спостережливий і проникливий скептик. Він заперечує почесті, владу і багатство, гроші йому потрібні лише як засіб отримати їжу, вино і жінок. Але сутність комізму, зерно образу Фальстафа не тільки його дотепність, але й веселий сміх над самим собою і навколишнім світом. Його сила в знанні людської природи, йому огидне все, що зв'язує людину, він — уособлення свободи духу і безпринципності. Людина епохи, що минає, він не потрібен там, де держава могутня. Розуміючи, що такий персонаж недоречний у драмі про ідеального правителя, в «Генріху V» Шекспір прибирає його: глядачам просто повідомляють про смерть Фальстафа. За традицією прийнято вважати, що на прохання королеви Єлизавети, яка бажала побачити Фальстафа на сцені ще раз, Шекспір воскресив його у «Віндзорських насмішницях». Але це лише бліда копія колишнього Фальстафа. Він розгубив своє знання навколишнього світу, немає більше здорової іронії, сміху над самим собою. Залишився лише самовдоволений пройдисвіт.
Набагато вдалішою стала спроба знову повернутися до фальстафівського типу в заключній п'єсі другого періоду — «Дванадцятій ночі». Тут ми в особі сера Тобі і його антуражу маємо ніби друге видання сера Джона, правда, без його іскристої дотепності, але з тим сами заразливим добродушним жуїрством. Відмінно також вкладається в рамки переважно «фальстафівського» періоду грубувата насмішка над жінками у «Приборканні норовливої».

### Третій період (1600—1609)

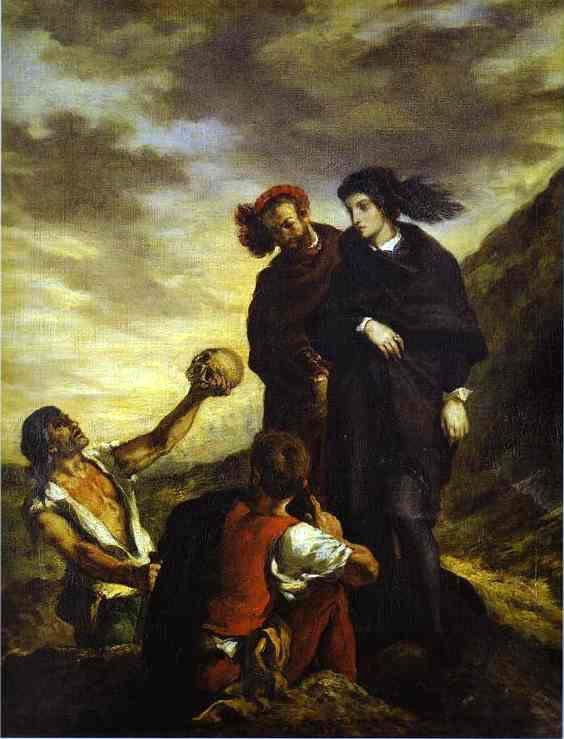
Гамлет і Гораціо на кладовищі. Картина Е. Делакруа (1839)

Третій період його художньої діяльності, що приблизно охоплює 1600-1609 роки, прихильники суб'єктивістського біографічного підходу до творчості Шекспіра називають періодом «глибокого душевного мороку», вважаючи ознакою зміненого світовідчуття появу персонажа-меланхоліка Жака в комедії «Як вам це сподобається» і називаючи його попередником Гамлета. Однак деякі дослідники вважають, що Шекспір в образі Жака лише висміював меланхолію, а період нібито життєвих розчарувань (за версією прихильників біографічного методу) насправді не підтверджується фактами біографії Шекспіра. Час створення драматургом найбільших трагедій збігається з розквітом його творчих сил, вирішенням матеріальних труднощів і досягненням високого положення в суспільстві.
Близько 1600 року Шекспір створює «Гамлета», на думку багатьох критиків, — найглибший свій твір. Шекспір зберіг сюжет відомої трагедії помсти, але всю увагу переніс на духовний розлад, внутрішню драму головного героя. У традиційну драму помсти був уведений герой нового типу. Шекспір випередив свій час — Гамлет не звичний трагічний герой, який здійснює помсту заради Божественної справедливості. Приходячи до висновку, що одним ударом неможливо відновити гармонію, він переживає трагедію відчуження від світу і прирікає себе на самотність. За визначенням Л. Ю. Пінського, Гамлет — перший герой світової літератури, що «рефлектує».

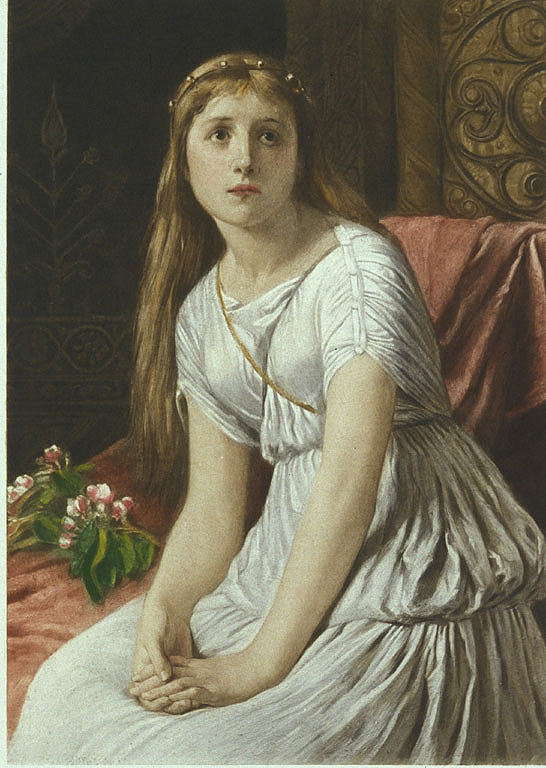
Корделія. Картина Вільяма Ф. Єменса (1888)

Герої «великих трагедій» Шекспіра — видатні люди, в яких змішано добро і зло. Стикаючись з дисгармонією навколишнього світу, вони здійснюють нелегкий вибір — як існувати в ньому, вони самі творять свою долю і несуть всю повноту відповідальності за це.
В цей самий час Шекспір створює драму «Міра за міру». Незважаючи на те, що в Першому фоліо 1623 року її віднесено до комедій, комічного у цьому серйозному творі про неправедного суддю майже немає. Її назва відсилає до повчання Христа про милосердя, по ходу дії одному з героїв загрожує смертельна небезпека, а фінал, де укладається відразу кілька шлюбів, можна вважати умовно щасливим. Цей проблемний твір не вкладається у певний жанр, а існує на межі жанрів: простуючи до мораліте, він спрямований до трагікомедії.
Справжня мізантропія проступає лише в «Тімоні Афінському» — історії щедрої і доброї людини, розореної тими, кому він надавав допомогу і став людиноненависником. П'єса залишає важке враження, незважаючи на те, що невдячні Афіни після смерті Тімона зазнають кари. На думку дослідників, Шекспіра спіткала невдача: п'єса написана нерівною мовою і поряд з перевагами має ще більші недоліки. Не виключається можливість того, що над нею працював не тільки Шекспір. Характер самого ж Тімона не вдався, іноді він справляє враження карикатури, інші персонажі просто бліді. Переходом до нової смуги шекспірівської творчості можна вважати «Антонія та Клеопатру». В «Антонії та Клеопатрі» талановитий, але позбавлений будь-яких моральних засад хижак з «Юлія Цезаря» оточений істинно-поетичним ореолом, а напівзрадниця Клеопатра геройською смертю значною мірою спокутує свої гріхи.

### Четвертий період (1609—1612)

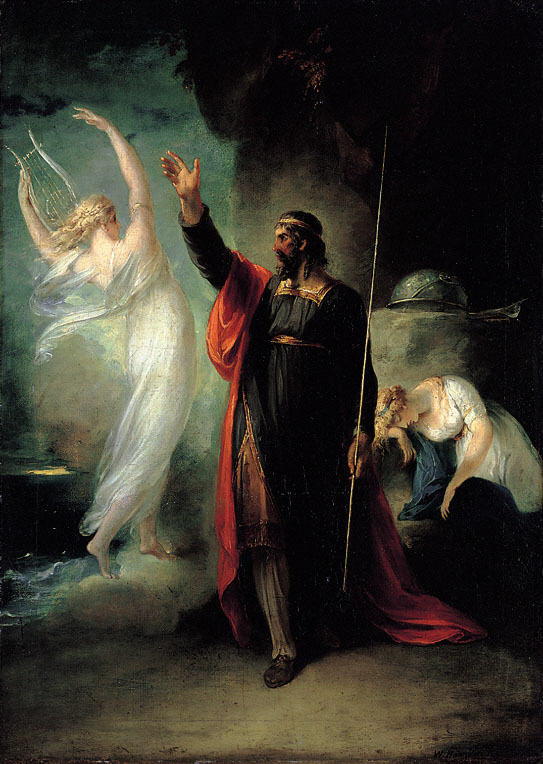
Просперо і Аріель. Картина Вільяма Гамільтона (1797)

Четвертий період, якщо не зважати на п'єсу «Генріх VIII» (деякі дослідники вважають, що вона написана в співавторстві з Джоном Флетчером), охоплює лише три-чотири роки і чотири п'єси — так звані «романтичні драми» або трагікомедії. У п'єсах останнього періоду важкі випробування підкреслюють радість порятунку від лих. Наклеп викривається, невинність виправдовує себе, вірність отримує нагороду, божевілля ревнощів не має трагічних наслідків, закохані з'єднуються в щасливому шлюбі. Оптимізм цих творів критиками сприймається як знак примиреності їх автора. «Перікл», п'єса, що істотно відрізняється від усього раніше написаного, знаменує появу нових творів. Наївність, що межує з примітивністю, відсутність складних характерів і проблем, повернення до побудови дії, характерноЇ для ранньої англійської ренесансної драми, — все вказує на те, що Шекспір перебував у пошуку нової форми. «Зимова казка» — химерна фантазія, розповідь «про неймовірне, де все можливо». Історія про ревнивця, що поступився злу і терпить душевні муки, а своїм каяттям заслужив прощення. У фіналі добро перемагає зло, на думку одних дослідників, стверджуючи віру в гуманістичні ідеали, на думку інших — торжество християнської моралі. «Буря» найбільш вдала з останніх п'єс і, в деякому розумінні, фінал творчості Шекспіра. Замість боротьби тут панує дух гуманності, всепрощення. Поетичні дівчата, створені тепер — Марина з «Перікла», Утрата з «Зимової казки», Міранда з «Бурі» — це образи прекрасних у своїй чесноті дочок. Дослідники схильні бачити в заключній сцені «Бурі», де Просперо відрікається від свого чарівництва і йде на спочинок, прощання Шекспіра зі світом театру.